# گورجانت سینگ
گورجانت سینگ (انگلیسی: Gurjant Singh؛ زادهٔ ۲۶ ژانویهٔ ۱۹۹۵) بازیکن هاکی روی چمن اهل هند است.